# 본다이비치

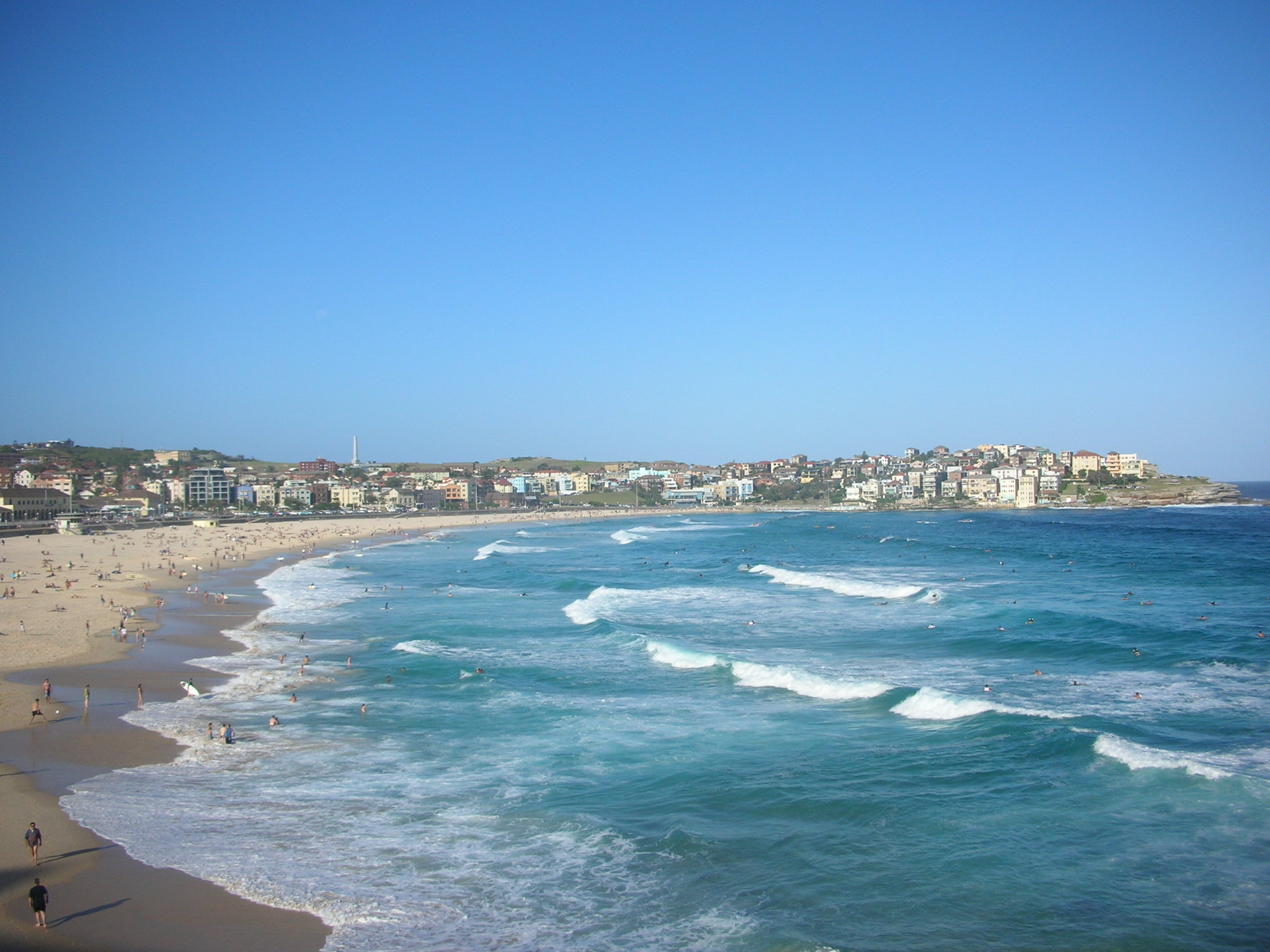
본다이비치

본다이비치(Bondi Beach)는 시드니 외곽에 위치한 해변으로 중심 업무 지구에서 동쪽으로 약 7 킬로미터에 위치한다. 남태평양과 맞닿아 있어 파도가 높은 이 해변의 이름인 Bondi 혹은 Boondi는 어보리진 언어로 '바위에 부딪혀 부서지는 파도'라는 의미를 담고 있으며, 많은 아일랜드와 영국의 관광객들이 크리스마스 휴가를 보내기 위해 찾는 곳 중의 하나이다.

## 해안
본다이비치는 매 년 많은 관광객들이 휴양을 위해 찾는 지역으로 파도가 높아 서핑을 하기에 적합하여 많은 서퍼들이 높은 파도를 타는 즐거움을 느끼기 위해 이 곳을 찾고 있다. 인명 구조대는 2004년 해변의 위험등급을 정하면서 본다이 비치의 북쪽 해변의 끝부분에 4등급, 남쪽 해변에 7등급을 부여했다. 이 등급은 10단계의 등급으로 구성되어 있으며 10등급이 가장 위험함을 나타낸다. 일반적으로 많은 사람들이 수영을 즐기는 해변의 중앙 부분은 5등급을 부여받았다. 이 해변에는 이따금 상어가 출몰하여 안전사고를 방지하기 위한 안전 그물이 물 밑에 설치되어있다.

## 스포츠 행사
2000년 시드니 올림픽 당시 이 곳에는 임시 경기장이 세워져 비치발리볼 경기가 벌어졌으며, 그때 설치된 관중석을 제외한 시설물은 아직까지 설치되어 주민들의 편의를 제공하고 있다. 매 년 8월에는 City to Surf 라는 명칭의 시드니 중심 업무 지구에서 본다이 비치까지 약 17 킬로미터를 달리는 달리기 대회가 열리고 있다.

## 시설

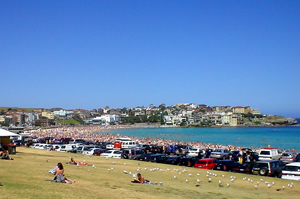
본다이 공원

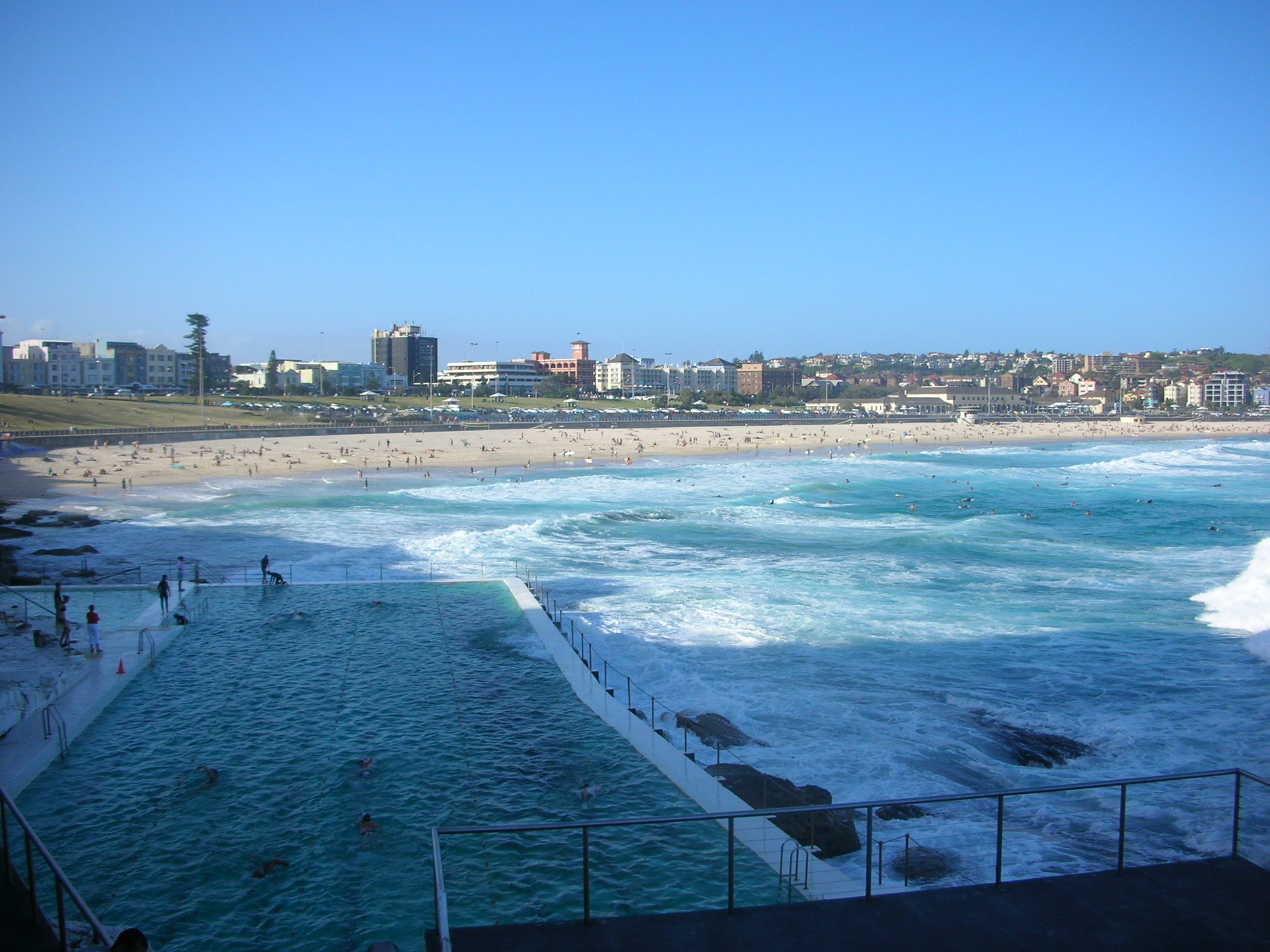
본다이 아이스버그 수영 클럽

### 인명 구조대의 발원지
이 곳에 위치한 Bondi Bathers Surf Lifesaving Club 은 세계에서 가장 처음 창설 된 인명 구조 클럽이다. 1907년 창설 된 이 클럽은 인명 구조와 관련된 많은 아이템들을 발명하였다.

### 본다이 아이스버그 수영 클럽
1929년 설립된 이 수영 클럽은 본다이 비치의 남쪽 해변 끝에 위치하고 있으며 겨울에도 수영이 가능한 야외 수영장 중 하나이다.

### 상업 시설
상업 시설은 해변을 따라 마켓, 카페, 레스토랑, 패스트푸드점 등이 발달 되어 있으며 상업 시설이 끼고 있는 도로를 뒤로하고 호텔을 비롯한 숙박 시설들이 위치하고 있다. 매주 파빌리온 뒤 메인 스트리트에서 본다이 마켓이 열린다. 동쪽 끝에 위치한 학교에서도 매주 주민을 중심으로한 주말마켓이 열린다.

## 인구
2006년 실시된 2006 오스트레일리아 인구주택총조사 보관됨 2008-01-19 - 웨이백 머신 자료에 따르면 29,920명이 거주하고 있는 것으로 나타났으며, 출신국 별로는 영국 6.0%, 뉴질랜드 3.4%, 남아프리카공화국 3.2%, 북아일랜드 1.4%, 미국 1.0%, 오스트레일리아 70.9% 로 구성되어 있었으며 이들 중 60.4%는 영어만을 사용하는 것으로 나타났다.

## 같이 보기
- 2000년 하계 올림픽 경기장